# Abu Sa'id Qansuh
Abu Sa'id Qansuh, död 1500, var en egyptisk regent. Han var sultan i mamlukdynastins Egypten mellan 1498 och 1500.